# Dentella
Dentella là một chi thực vật có hoa trong họ Thiến thảo (Rubiaceae).

## Loài
Chi Dentella gồm các loài: